# Bonviller
Bonviller je francouzská obec v departementu Meurthe-et-Moselle v regionu Grand Est. V roce 2013 zde žilo 188 obyvatel.

## Poloha
Sousední obce jsou: Bienville-la-Petite, Deuxville, Einville-au-Jard, Jolivet a Lunéville.

## Vývoj počtu obyvatel
Počet obyvatel